# Развој светског рекорда на 800 метара у дворани за жене
У трци на 800 метара ИААФ је до 31. 1. 2018. године ратификовала 4 светска рекорда у женској конкуренцији.

## Рекорди на 800 метара
Рекорди ратификовани од ИААФ-а
| Време   | Атлетичарка         | Земља            | Место                           | Датум             | Трајање              |
| ------- | ------------------- | ---------------- | ------------------------------- | ----------------- | -------------------- |
| 2:38,4  | Катарина Донован    | Сједињене Државе | Њуарк, САД                      | 28. јануар 1928.  | 11 дана              |
| 2:36,8+ | Катарина Донован    | Сједињене Државе | Њуарк, САД                      | 8. фебруар 1928.  | 1 година и 1 дан     |
| 2:29,2  | Лина Бачауер        | Немачка          | Бреслау, Пољска                 | 9. фебруар 1929.  |                      |
| 2:21,5  | Људмила Соколова    | Совјетски Савез  | Лењинград, СССР                 | 1950.             |                      |
| 2:19,9  | Ана Дјахкова        | Совјетски Савез  | Лењинград, СССР                 | 18. март 1950.    |                      |
| 2:17,1  | Алевтина Киријшкина | Совјетски Савез  | Лењинград, СССР                 | март 1953.        |                      |
| 2:15,5  | Галина Фалковскаја  | Совјетски Савез  | Лењинград, СССР                 | 16. март 1953.    | 7 година и 347 дана  |
| 2:12,5  | Бедришка Мулерова   | Чехословачка     | Источни Берлин, Источна Немачка | 26. фебруар 1961. | 2 године и 11 дана   |
| 2:10,9  | Анита Вернер        | Западна Немачка  | Западни Берлин, Западна Немачка | 9. март 1963.     | 1 година и 341 дан   |
| 2:10,6  | Ирене Хансен        | Источна Немачка  | Источни Берлин, Источна Немачка | 13. фебруар 1965. | 0 дана               |
| 2:10,5y | Жужа Нађ            | Мађарска         | Лос Анђелес, САД                | 13. фебруар 1965. | 8 дана               |
| 2:09,4  | Гертруд Шмит        | Источна Немачка  | Источни Берлин, Источна Немачка | 21. фебруар 1965. | 46 дана              |
| 2:07,1  | Антје Глајхфелд     | Западна Немачка  | Западни Берлин, Западна Немачка | 8. април 1965.    | 16 година и 167 дана |
| 2:06,2  | Карин Бурнелајт     | Источна Немачка  | Источни Берлин, Источна Немачка | 9. фебруар 1968.  | 1 година и 28 дана   |
| 2:05,3  | Барбара Вик         | Источна Немачка  | Београд, Југославија            | 9. март 1969.     | 16 година и 164 дана |
| 2:03,3  | Хилдегард Фалк      | Западна Немачка  | Кил, Западна Немачка            | 27. фебруар 1971. | 1 година и 357 дана  |
| 2:03,2  | Светла Златева      | Бугарска         | Софија, Бугарска                | 18. фебруар 1973. | 7 дана               |
| 2:02,9  | Светла Златева      | Бугарска         | Лион, Француска                 | 25. фебруар 1973. | 14 дана              |
| 2:02,65 | Стефка Јорданова    | Бугарска         | Ротердам, Холандија             | 11. март 1973.    | 343 дана             |
| 2:01,8+ | Мери Декер          | Сједињене Државе | Сан Дијего, САД                 | 17. фебруар 1974. | 1 година и 342 дана  |
| 2:01,1  | Николина Штерева    | Бугарска         | Софија, Бугарска                | 25. јануар 1976.  | 1 година и 47 дана   |
| 2:01,12 | Џејн Колбрук        | Велика Британија | Сан Себастијан, Шпанија         | 13. март 1977.    | 1 година и 314 дана  |
| 1:59,9  | Урсула Хок          | Западна Немачка  | Дортмунд, Западна Немачка       | 21. јануар 1979.  | 1 година и 26 дана   |
| 1.58,4  | Олга Вахрушева      | Совјетски Савез  | Москва, СССР                    | 16. фебруар 1980. | 6 година и 350 дана  |
| 1:58,42 | Сигрун Водарс       | Источна Немачка  | Беч, Аустрија                   | 1. фебруар 1987.  | 1 година и 9 дана    |
| 1:57,64 | Кристин Вахтел      | Источна Немачка  | Торино, Канада                  | 10. фебруар 1988. | 3 дана               |
| 1:56,40 | Кристин Вахтел      | Источна Немачка  | Беч, Аустрија                   | 13. фебруар 1988. | 14 година и 18 дана  |
| 1:55,82 | Јоланда Чеплак      | Словенија        | Беч, Аустрија                   | 3. март 2002.     | 23 године и 82 дана  |

y – време постигнуто на 880 јарди прихваћено као рекорд на 800 метара
+ – време измерено као пролазно време у некој дужој дистанци